# Chair de crabe

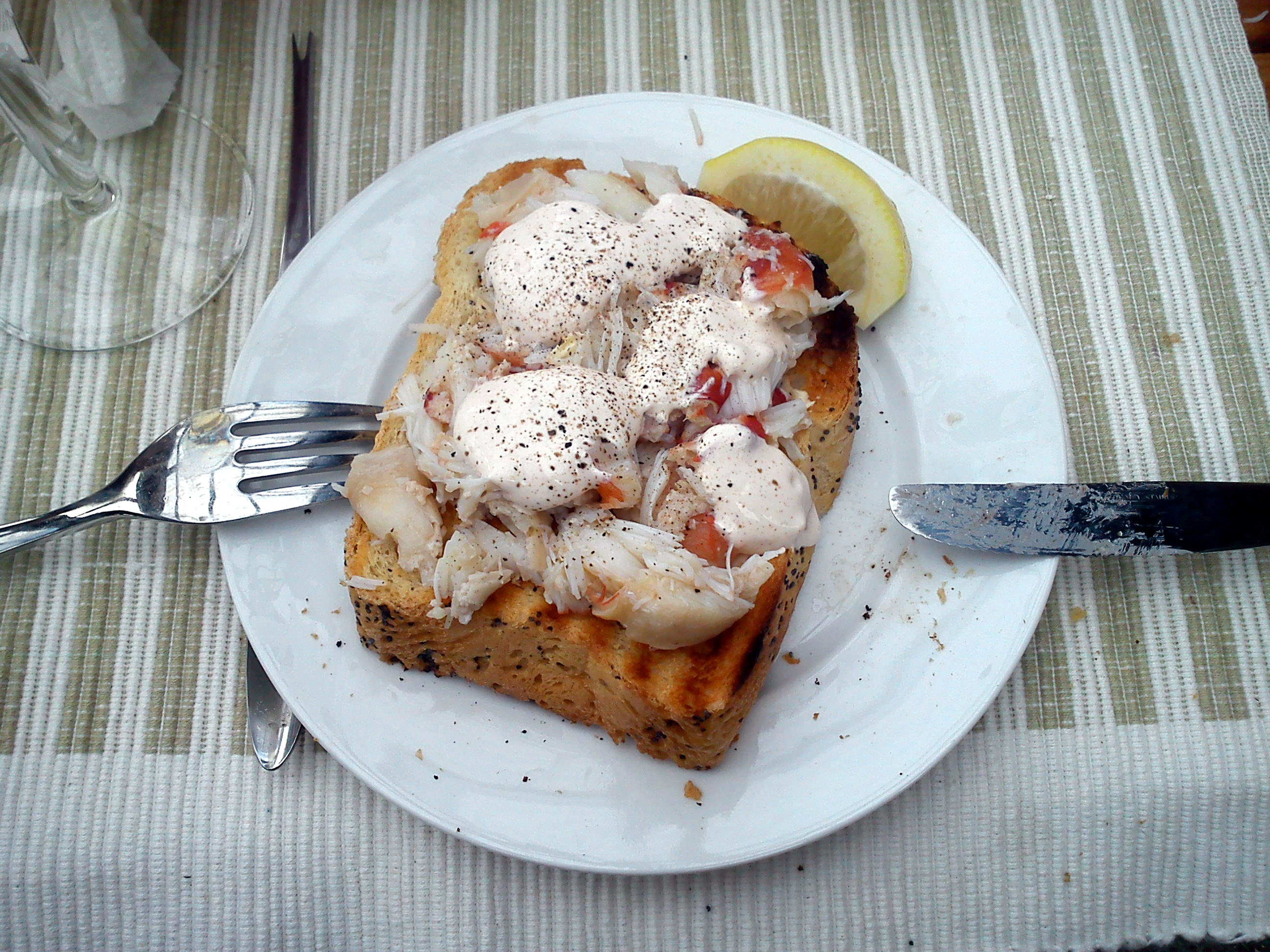
Chair de crabe provenant des pinces de crabe, sur du pain grillé.

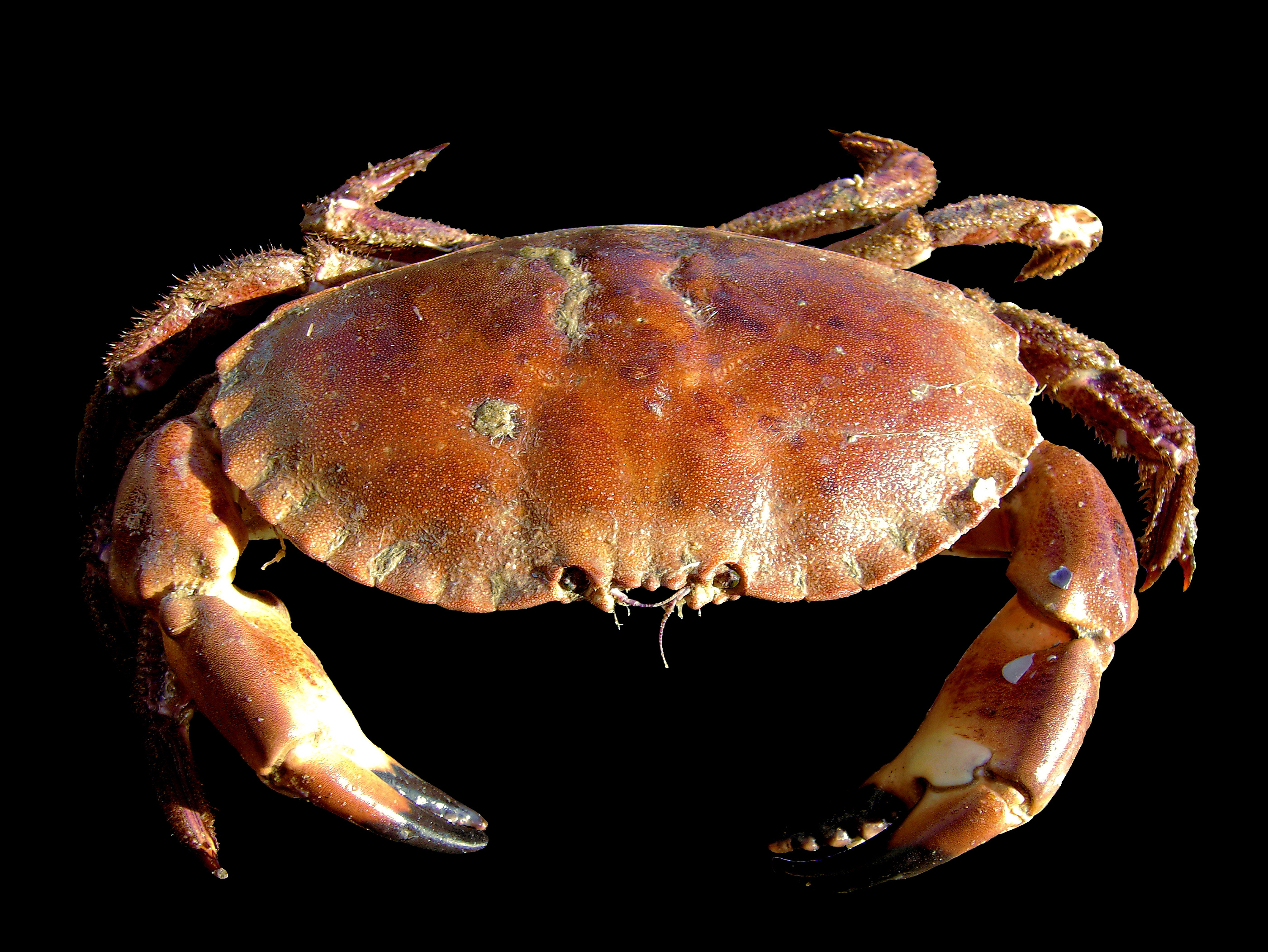
Crabe dormeur.

La chair de crabe ou la viande de crabe est la viande du crabe. Il est utilisé dans de nombreuses recettes culinaires à travers le monde, prisé pour son goût doux, délicat et sucré. La chair de crabe est faible en gras et contient environ 82 kcal pour 35 g.
Le crabe dormeur (Cancer pagurus), le crabe bleu (Callinectes sapidus), le crabe bleu nageur (Portunus pelagicus), le crabe rouge nageur (Portunus haanii (en)) et le crabe des neiges (Chionoecetes opilio) font partie des espèces de chair de crabe les plus disponibles dans le commerce dans le monde[réf. nécessaire].